# Alfred de Falloux
Alfred de Falloux, conde de Falloux, de nombre y título completo Frédéric Alfred Pierre, vicomte de Falloux du Coudray (Angers, 1811 - Angers, 6 de enero de 1886), fue un político e historiador francés.

## Biografía

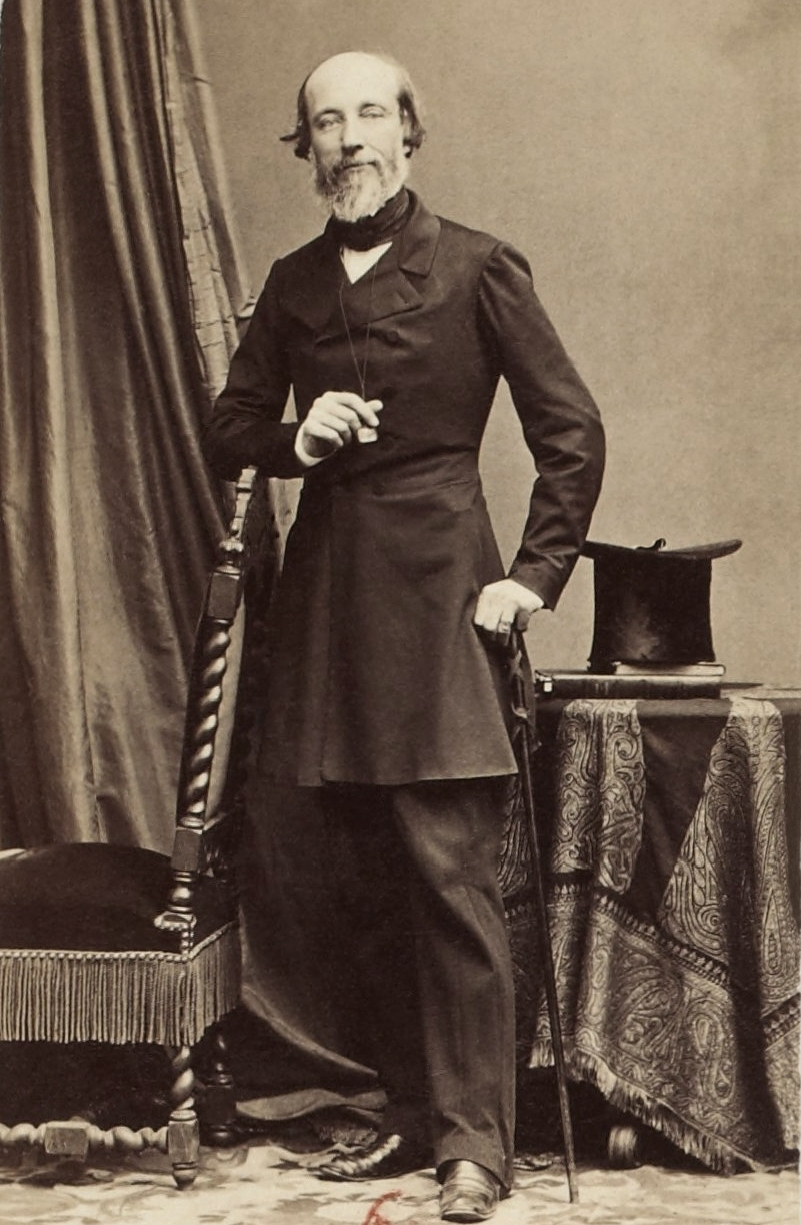
Alfred de Falloux, ca.1860

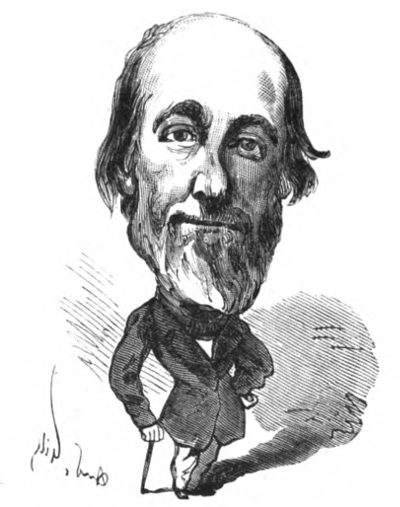
Alfred de Falloux por André Gill. Le Trombinoscope de Touchatout, 1873.

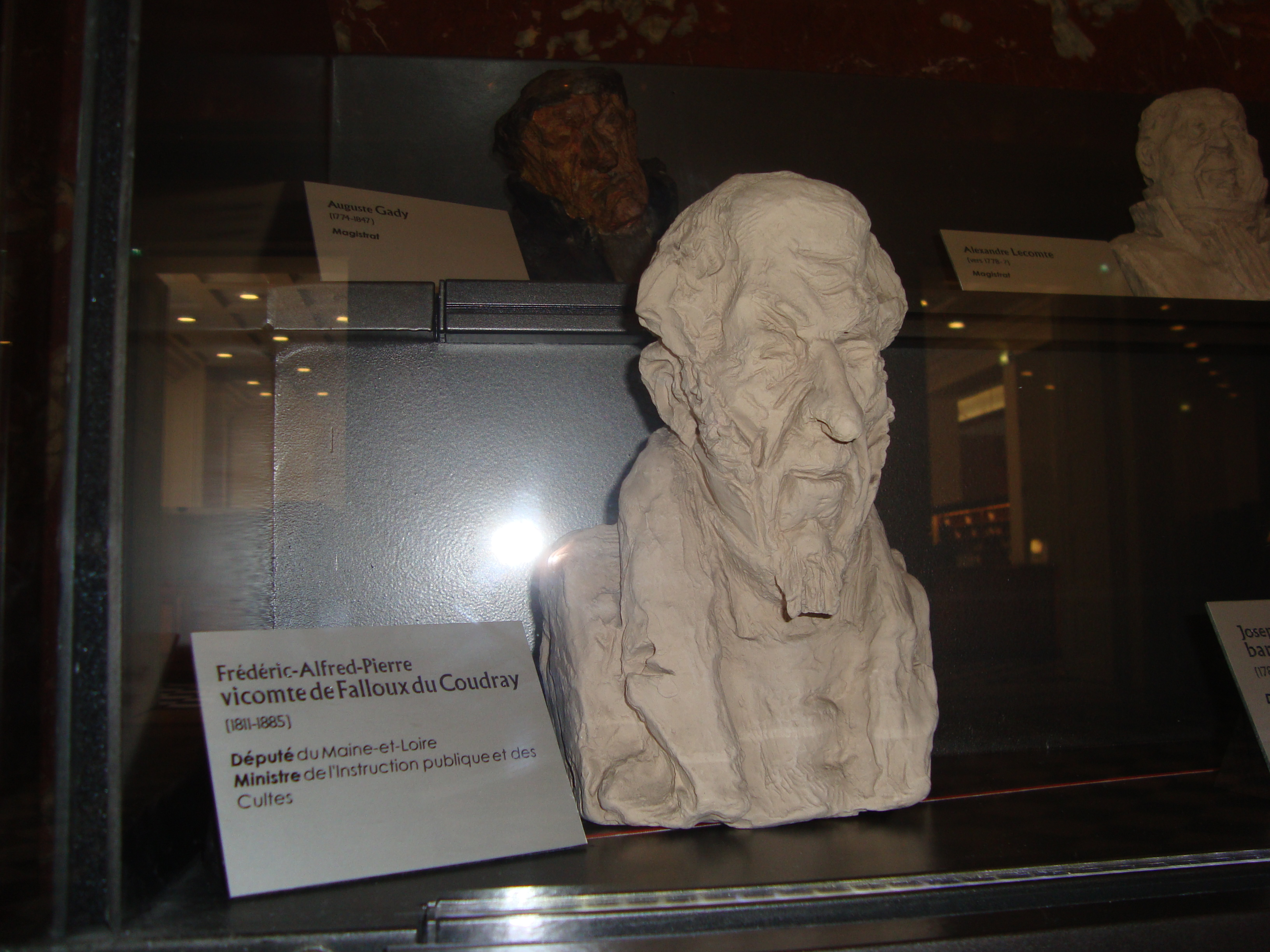
Alfred de Falloux por Honoré Daumier.

Nacido de un padre ennoblecido por Carlos X de Francia, Falloux comenzó su carrera como periodista legitimista y clerical, bajo la influencia de Sophie Swetchine.
En 1846 fue elegido diputado por Maine-et-Loire. Fue favorable a la revolución de 1848, siendo elegido diputado en las elecciones de febrero como républicain du lendemain ("republicano del mañana" o "próximo republicano" -grupo de monárquicos legitimistas satisfechos por el fracaso de Luis Felipe, a quien consideraban usurpador, y de orleanistas partidarios de una monarquía parlamentaria menos censitaria; esperando ambas tendencias mejores tiempos para restablecer una monarquía más acorde con sus deseos, coinciden en la necesidad de frenar las medidas sociales de la Segunda República Francesa-). Se opuso fuertemente a los ateliers nationaux ("talleres nacionales"). Consiguió su disolución en junio de 1848, decisión que provocó las protestas de las denominadas journées de Juin ("jornadas de junio") cuya represión terminó en masacre.
En 1849 es vuelto a ser elegido diputado. El presidente Louis-Napoléon Bonaparte, a quien Failloux había apoyado para el cargo, le nombró ministro de instrucción pública y cultos del primer gobierno de Odilon Barrot en diciembre de 1848. Enfrentado con el presidente por la cuestión romana, dimite en octubre de 1849.
No obstante, vio cómo su principal política educativa fue aprobada el 15 de marzo de 1850: la Loi Falloux (Ley Falloux) que organizaba la enseñanza primaria y secundaria. Esta ley preveía la libertad de enseñanza para el clero secular y las órdenes religiosas masculinas y femeninas, cuyos miembros podrían enseñar sin más cualificación que una lettre d'obédience ("carta de obediencia"), mientras que a los laicos se les exigía un grado universitario para enseñar en los lycées. Las escuelas primarias fueron puestas bajo la supervisión de los párrocos locales.
Falloux fue elegido miembro de la Académie française en 1856.
Opuesto al régimen imperial, no ocupó ningún cargo bajo el Segundo Imperio francés. Se retiró a sus posesiones de Le Bourg-d'Iré, en Anjou, desde donde siguió participando en la vida política mediante sus artículos en Le Correspondant, revista del entorno del catolicismo liberal (Charles de Montalembert y Augustin Cochin).
Se opuso a los catholiques intransigeants ("católicos intransigentes") y a su líder, Louis Veuillot. Consciente de la evolución de las mentalidades, se opuso a las ideas conservadoras de Henri d'Artois, el conde de Chambord; y se esforzó, sin éxito, para unificar las facciones monárquicas francesas, divididas entre legitimistas y orleanistas, lo que le impidió ser reelegido diputado en las sucesivas convocatorias electorales (1866, 1869, 1870 y 1871). A pesar de no estar presente en la cámara, su influencia se dejaba notar a través de su amistad con Adolphe Thiers, presidente provisional de la República entre 1871 y 1873. En 1872 se enemistó con ambas tendencias monárquicas en una conferencia convocada sobre el polémico asunto de la bandera, en la que abogó por la aceptación de la voluntad de la Asamblea Nacional, y llegó a proponer que el duque de Aumale ocupara transitoriamente la presidencia de la República. El distanciamiento fue tan significativo que llegó a ser excomulgado por el obispo de Angers (1876).

## Obras
- Louis XVI (1840). Véase Luis XVI de Francia
- Histoire de saint Pie V, pape, de l'ordre des Frères prêcheurs (1844). Véase Pío V
- Discours de M. de Falloux sur la situation du pays et sur les ateliers nationaux à la séance de l'Assemblée nationale du 24 mai 1849 (1849) Texto en gallica.bnf.fr
- Le Parti catholique, ce qu'il a été, ce qu'il est devenu (1856)
- Itinéraire de Turin à Rome (1861)
- Madame Swetchine, sa vie et ses œuvres, publiées par M. le Cte de Falloux (2 volumes, 1860)
- Lettres de Mme Swetchine, publiées par M. le Cte de Falloux (2 volumes, 1862) 1 2 Texto en gallica.bnf.fr
- Augustin Cochin (1875)
- L'Évêque d'Orléans (1879). Véase Félix Dupanloup
- De l'Unité nationale (1880)
- Discours et mélanges politiques (1882)
- Études et souvenirs (1885) Texto en gallica.bnf.fr
- Mémoires d'un royaliste (2 volumes 1888) 1 2 Texto en gallica.bnf.fr
- Correspondance d'Alfred de Falloux avec Augustin Cochin : 1854-1872, anotada por Jean-Louis Ormières, H. Champion, Paris, 2003